# Időjárás

Az időjárás legjellemzőbb tulajdonsága a változékonyság

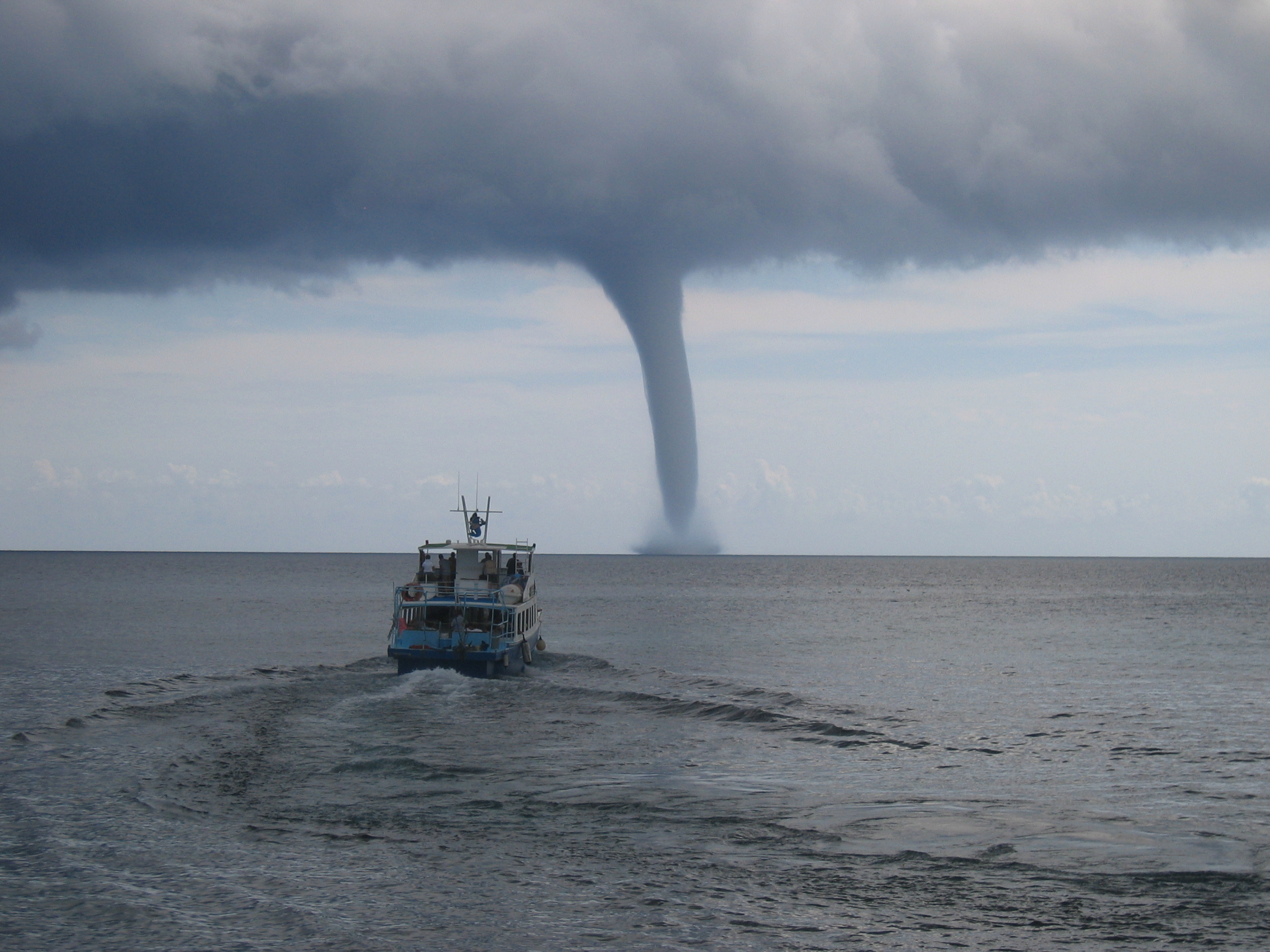
Tornádó víztölcsére

Hurrikán függőleges metszete a légáramlatokkal

Időjárásnak nevezzük egy bolygót a világűrtől elválasztó atmoszféra valamely helyen és rövidebb időszakban jellemző fizikai paramétereit, azok kialakulását és egymásba átalakulását. Az időjárás tanulmányozásával a meteorológia foglalkozik. A légkör adott helyen és adott pillanatban fennálló állapota a meteorológiai értelemben vett idő, az ugyanott hosszabb (több évtizedes) időszakra jellemző állapotegyüttes az éghajlat (Péczely, p. 8.).
Az időjárás legjellemzőbb tulajdonsága a változékonyság.

## Helye
A Föld esetén az időjárási jelenségek helye a légkör alsó, átlag 10 km-ig felnyúló rétege, a troposzféra. Ebben összpontosul a teljes légnedvesség 90%-a, a szén-dioxid és a gyűjtőnéven aeroszolnak nevezett szilárd részecskék nagy része.

## Jellemzői
Az időjárás fontosabb fizikai jellemzői: légnyomás, nedvességtartalom, szélerősség, szélirány, hőmérséklet, felhőzet.

## Működése
Az időjárás folyamatainak működéséhez az energiát a Nap szolgáltatja a felszínnel, illetve a légkörrel való kölcsönhatásban. A Napból kiinduló infravörös sugárzás melegíti a felszínt, ami felmelegíti a fölötte található levegőt. A melegebb levegő felfelé áramlik, ennek helyébe hűvösebb légtömegek érkeznek, így alakul ki a szél. A hő- és nyomáskülönbség szélviharokat, ciklonokat, hurrikánokat hoz létre. Ezek kialakulásában lényeges szerepet játszik a Föld mintegy kétharmadát beborító víztömeg, ami szintén kölcsönhatásban van a fölötte áramló levegővel. A víz és a szárazföld felett másképpen melegszik fel a levegő (a nagy víztömeg fölött kevésbé melegszik fel), illetve a szárazföld különböző területei sem egyforma mértékben melegszenek (a sziklás, homokos részek erőteljesebben melegszenek, mint a füves, fás területek). A különféle időjárási folyamatokban a víz kulcsszerepet játszik, és mindhárom megjelenési formájában részt vesz benne (folyékony, szilárd, légnemű). Számítások szerint évente 519 ezer köbkilométer víz kerül a levegőbe. Télen a légkör 14 ezer köbkilométer vizet tartalmaz. Ez azt jelenti, hogy évente negyvenszer teljesen kicserélődik a levegő nedvességtartalma (vagyis nagyjából 9-10 naponként). Tehát a légkör páratartalmának körforgása nagyon intenzív.
Lényeges tényező, hogy a Föld forog a saját tengelye körül, így egyik felét melegíti a Nap, a másik felét pedig nem. A forgás lényeges következménye a Coriolis-hatás, ami röviden azt jelenti, hogy az északi féltekén az áramló légtömegek (és ha nem ütköznek akadályba, a víztömegek is) jobbra térnek el, míg a déli féltekén balra. Ez az erő határozza meg például a ciklonok forgási irányát, illetve a passzátszeleket, amelyek az északi féltekén északkeleti, a déli féltekén délkeleti irányból fújnak.

## Összetevőinek leírása
A meleg, a száraz, a hideg és a nedves levegő különböző módon viselkedik. A nedves levegő ritkább, mint a száraz, ezáltal mindig ez utóbbi fölé emelkedik. A kisebb sűrűség magyarázata, hogy a vízmolekula egyik alkotó vegyi eleme, a hidrogén a létező legkisebb és legkönnyebb atom, így egy vízmolekula könnyebb, mint a körülötte lévő, oxigénből és nitrogénből álló levegő. A meleg levegő kevésbé sűrű, mint a hideg, mivel a benne lévő molekulák nagyobb energiával rendelkeznek, ezért nagyobb térrészben mozognak. Vagyis a meleg levegő adott térrészben kevesebb molekulát tartalmaz, mint a hideg. Így a meleg levegő is felfelé mozog, akárcsak a nedves. A magasban a levegő lehűl, a benne lévő vízpára kicsapódik és felhők formájában láthatóvá válik. A kicsapódott vízpára lassan összeáll, csomókat alkot, majd valamilyen csapadék formájában hullani kezd a felszín irányába (bár minden felhő nedvességet tartalmaz, de nem minden felhőből lesz esőfelhő). Az aeroszol teszi lehetővé, hogy a levegőben lévő nedvesség kicsapódjon, és köddé, felhővé alakuljon és csapadék formájában visszakerüljön a földre.

## Tanulmányozása
A felhők feltűnő jelenségek, az egész felszínről láthatóak, megjelenésük változatos. Már az őskorban élt emberek is felismerhették a különböző felhők és az utánuk bekövetkező vihar, eső és hó kapcsolatát, de az időjárás tudományos vizsgálata csak a 19. században kezdődött, a léggömbök megjelenésével.
Arisztotelész Meteorologia címmel könyvet írt a témáról, amiben leírja a szeleket, folyókat, villámokat, mennydörgést.
Erezoszi Theophrasztosz ókori görög filozófus (Arisztotelész egyik tanítványa) összeállított egy listát, amiben mintegy kétszáz olyan „jelet” sorol fel, amiből az időjárás alakulására lehet következtetni.
Az ún. „népi bölcsesség” is sok olyan jelet ismer, amikből meg tudták mondani az időjárás alakulását (a mondókák nagy részét tudományosan is igazolták).

## Néhány időjárási jelenség
- A tenger partjain a monszun kialakulásához hasonló jelenség játszódik le kisebb mértékben: napközben a felmelegedett levegő a szárazföld felett kitágul és a magasba emelkedik, helyére a tenger felől hidegebb levegő áramlik. A felemelkedő levegő a magasban lehűl és a szárazföld felől a magasban, leszálló irányban a tenger felé mozog. Éjjel a szárazföld gyorsabban hűl le, mint a tenger, és a fölötte lévő hideg levegő a tenger irányába áramlik. Ez az éjszakai tengerparti szél. A jelenség a tengerpart közelében, 10–20 km mélységig észlelhető.

## Előrejelzés
Az időjárás előrejelzéséhez felhasználják a földi meteorológiai állomások mérési adatait, a légkörbe felbocsátott meteorológiai ballonok méréseit, a meteorológiai műholdak fényképeit és radarképeit. Mivel az időjárás globális jelenség és benne sok egymásra hatás történik, az előrejelzéshez nem csak helyi adatokra, hanem a világszerte mért és frissített adatokra is szükség van. Az előrejelzésekhez számítógépeket és azokon futó számítógépes modelleket használnak. Ki kell hangsúlyozni, hogy az időjárás kaotikus jelenség, aminek pontos előrejelzése csak néhány napra előre lehetséges, és ez nem a számítógépek lassúsága vagy a modellek pontatlanságának következménye. Ugyanakkor lehetséges hosszabb távú, viszonylag pontos előrejelzést készíteni, ami néhány hónapra előre meg tudja határozni az időjárásra jellemző, átlagos értékeket.

## Befolyásolása
Meglévő felhőből eső létrehozása: repülőgépről szárazjég- vagy ezüst-jodid szemcséket szórnak a felhőre vagy közvetlenül a felhő alá, ezeken a szemcséken a felhőben lévő apró vízcseppek összeállnak és hullani kezdenek, így csapadék keletkezik. Hasonló elvet alkalmaznak jégeső megakadályozására, ekkor nem repülőgéppel juttatják fel a hatóanyagot, hanem légvédelmi rakétával. A vízcseppek nem állnak össze nagyobb jégtömbbé, hanem vagy apró jégkristályok keletkeznek és hópehelyként esnek le, vagy a föld felé esve elpárolognak, és eső formájában érnek le.
Köd eloszlatása: szilárd szénsav szétporlasztásával történhet, ha a köd hőmérséklete -4 °C alatt van.

## Hatása az ember állapotára
Az időjárás-változásokra főleg a gyengélkedők, a reumás betegek, a valamikor csonttörést szenvedők vagy sebesültek reagálnak. A fájdalom többnyire akkor jelentkezik, amikor a csendes, derült időt esős, borult, szeles idő váltja fel. Az ilyen változásnál nagy szerepet játszik a légnyomás erős süllyedése, a levegő páratartalmának növekedése és a légkörben végbemenő elektromos folyamatok, pl. az ionkoncentráció változása. A jelenségek akkor a legkifejezettebbek, ha az anticiklont ciklon követi. Ilyenkor a vér sajátságai is megváltoznak, pl. gyorsabban alvad, változik a cukor-, kalcium-, foszfor-, nátrium- és magnéziumtartalma, a belső elválasztású mirigyek működése eltér a normálistól.
Melegfront esetén az emberi reakciók lelassulnak, ilyenkor megnő a közlekedési balesetek valószínűsége.

## Kulturális és egyéb hatások
- Hantington amerikai tudós az ókori római birodalom bukását azzal magyarázta, hogy a Földközi-tenger térségében megváltozott a ciklonok útja, emiatt kiszáradtak a termőföldek.
- Korábban a tatárjárást Belső-Ázsia korabeli hosszú aszályos időszakával magyarázták, a Columbia Egyetem legutóbbi kutatási eredményei azonban azt mutatják, hogy ennek éppen az ellenkezője igaz, és valószínűleg az 1211-től 1225-ig tartó időszaknak a nomád állattartás számára szokatlanul kedvező időjárása teremtette meg a feltételeket Dzsingisz kán hódításaihoz.[1][2]
- A francia L'Danoi a női divat változásait tanulmányozta a párizsi időjárás függvényében.

## Külső hivatkozások
- Időjárás előrejelzés - jóidőt.hu